# Hohmann-Affäre
Die Hohmann-Affäre war eine politische Affäre in Deutschland, die durch eine als antisemitisch kritisierte Rede des damaligen CDU- und jetzigen AfD-Politikers Martin Hohmann zum Tag der Deutschen Einheit am 3. Oktober 2003 ausgelöst wurde und zu dessen Parteiausschluss aus der Christlich Demokratischen Union führte.

## Der Anlass
Am 3. Oktober 2003 hielt Hohmann in Neuhof eine Rede zum Tag der Deutschen Einheit. Darin monierte er, „dass man als Deutscher in Deutschland keine Vorzugsbehandlung“ genieße, und stellte die Frage, ob es nicht sinnvoll sei, die Zahlungen an die EU sowie die Entschädigungszahlungen an ehemalige Zwangsarbeiter während des NS-Regimes und an die jüdischen Opfer des Holocaust angesichts der schlechten Wirtschaftslage zu verringern. Weiter beanstandete er, dass „immer neue Generationen deutscher Wissenschaftler auch noch die winzigsten Verästelungen der NS-Zeit“ mit „geradezu neurotischem Eifer durchforschen“ würden.
Um das Argument zu entkräften, dies sei aus historischen und moralischen Gründen nicht möglich, diskutierte er anschließend den Begriff „Tätervolk“ in Zusammenhang mit „den Deutschen“ während der Zeit des Nationalsozialismus einerseits und „den Juden“ während der Oktoberrevolution und der Zeit des Stalinismus andererseits. Er berief sich dabei auf das Werk Jüdischer Bolschewismus von Johannes Rogalla von Bieberstein (Dresden 2002, Neuausg. Graz 2010) und zitierte unter anderem aus dem Buch Der internationale Jude, das Henry Ford ab 1920 herausgegeben hatte. Nach diesen Thesen, so Hohmann, könnte man „mit einer gewissen Berechtigung […] nach der ‚Täterschaft‘ der Juden fragen“ und diese „mit einiger Berechtigung als ‚Tätervolk‘ bezeichnen“. Damit würde man nur „der gleichen Logik folgen, mit der man Deutsche als Tätervolk bezeichnet“. Im weiteren Verlauf kritisierte Hohmann den Begriff „Tätervolk“ und den damit verbundenen Vorwurf der „Kollektivschuld“ sowohl „den Juden“ als auch „den Deutschen“ gegenüber als absurd und unangebracht. Das wahre Tätervolk des 20. Jahrhunderts, so Hohmann, seien die „Gottlosen mit ihren gottlosen Ideologien“ gewesen.

## Zitate aus Hohmanns Rede
Die folgenden Passagen aus der Rede brachten Hohmann den Vorwurf des Antisemitismus ein:
„Die Schuld von Vorfahren an diesem Menschheitsverbrechen hat fast zu einer neuen Selbstdefinition der Deutschen geführt. Trotz der allseitigen Beteuerungen, dass es Kollektivschuld nicht gäbe, trotz nuancierter Wortneuschöpfungen wie ‚Kollektivverantwortung‘ oder ‚Kollektivscham‘: Im Kern bleibt der Vorwurf: die Deutschen sind das ‚Tätervolk‘.“
„Auf diesem Hintergrund stelle ich die provozierende Frage: Gibt es auch beim jüdischen Volk, das wir ausschließlich in der Opferrolle wahrnehmen, eine dunkle Seite in der neueren Geschichte oder waren Juden ausschließlich die Opfer, die Leidtragenden?“
„Meine Damen und Herren, es wird Sie überraschen, daß der amerikanische Autokönig Henry Ford 1920 ein Buch mit dem Titel ‚The International Jew‘ herausgegeben hat. […] Darin prangert Ford die Juden generalisierend als ‚Weltbolschewisten‘ an. Er vermeinte, einen ‚alljüdischen Stempel auf dem roten Rußland‘ ausmachen zu können, wo damals die bolschewistische Revolution tobte. Er bezeichnete die Juden in ‚hervorragendem Maße‘ als ‚Revolutionsmacher‘. […] Ford brachte in seinem Buch eine angebliche ‚Wesensgleichheit‘ von Judentum und Kommunismus bzw. Bolschewismus zum Ausdruck. Wie kommt Ford zu seinen Thesen, die für unsere Ohren der NS-Propaganda vom ‚jüdischen Bolschewismus‘ ähneln?“
„Mit einer gewissen Berechtigung könnte man im Hinblick auf die Millionen Toten dieser ersten Revolutionsphase nach der ‚Täterschaft‘ der Juden fragen. Juden waren in großer Anzahl sowohl in der Führungsebene als auch bei den Tscheka-Erschießungskommandos aktiv. Daher könnte man Juden mit einiger Berechtigung als ‚Tätervolk‘ bezeichnen. Das mag erschreckend klingen. Es würde aber der gleichen Logik folgen, mit der man Deutsche als Tätervolk bezeichnet.“
„Daher sind weder ‚die Deutschen‘ noch ‚die Juden‘ ein Tätervolk. Mit vollem Recht aber kann man sagen: Die Gottlosen mit ihren gottlosen Ideologien, sie waren das Tätervolk des letzten, blutigen Jahrhunderts […]. Mit Gott in eine gute Zukunft für Europa! Mit Gott in eine gute Zukunft, besonders für unser deutsches Vaterland!“

### Hohmanns Argumentation
Anders als in den Medien zunächst berichtet, bezeichnete Hohmann die Juden in seiner Rede tatsächlich nicht explizit als Tätervolk, stellte aber gleichwohl fest, dass man sie unter gewissen Voraussetzungen so nennen könne, und listete dafür eine Reihe von Gründen auf. Diese Auflistung macht einen Großteil der Rede aus. Seine Argumentation ähnelt dem klassischen Syllogismus und lässt sich als Dreischritt wie folgt zusammenfassen:
1. Den Deutschen werde wegen der nationalsozialistischen Verbrechen der Vorwurf gemacht, ein „Tätervolk“ zu sein.
2. Juden hätten während der bolschewistischen Revolution auch Verbrechen begangen, ohne ein „Tätervolk“ genannt zu werden.
3. Da man die Juden trotz dieser Verbrechen nicht als „Tätervolk“ bezeichnen könne, sei diese Bezeichnung auch gegenüber den Deutschen unangebracht.

Von Kritikern wird Hohmann vorgeworfen, er verfolge in seiner Rede zusätzlich eine verborgene Argumentation, welche antisemitische Stereotype verbreite, von denen er sich nur zum Schein distanziere. Diese verborgene Argumentation erfolge in vier Schritten:
1. Zunächst fragt er: Wie kommt Ford zu seinen Thesen, die für unsere Ohren der NS-Propaganda vom „jüdischen Bolschewismus“ ähneln?
2. Der folgende Teil der Rede Hohmanns führt zahlreiche Argumente bzw. Scheinargumente auf, welche erkennbar machen, dass Hohmann die Sichtweise von Ford für stichhaltig hält.
3. Danach erläutert Hohmann: „Wir müssen genauer hinschauen. Die Juden, die sich dem Bolschewismus und der Revolution verschrieben hatten, hatten zuvor ihre religiösen Bindungen gekappt.“
4. Zum Schluss seiner Rede macht Hohmann im Unterschied zu Ford deutlich, dass er nicht Juden für gefährlich hält, sondern ganz allgemein Gottlosigkeit und „gottlose Ideologien“.

Die Ausführlichkeit, mit der Hohmann Argumente gegen Juden anführt, sowie seine Weigerung, sich von Fords Thesen zu distanzieren, wird von Kritikern als Ausdruck antisemitischen Denkens betrachtet.

## Die Folgen
Von Hohmanns 120 Zuhörern, zumeist Mitglieder des CDU-Ortsverbands Neuhof, zeigte sich niemand über seine Äußerungen irritiert. In der Öffentlichkeit blieb die Rede zunächst unbeachtet. Erst nachdem der CDU-Ortsverband Neuhof sie auf seine Internetseite gestellt hatte, erschien am 27. Oktober 2003 ein kritischer Artikel der jüdischen Journalistin Andrea Livnat in dem Online-Magazin Hagalil.com. Darin heißt es:
„Martin Hohmann sagt in seiner Rede nichts Verbotenes, er hetzt nicht mit verfassungsfeindlichen Parolen. Seine Argumentation ist wesentlich raffinierter und perfider. Bestreitet er letztendlich, dass die ‚Juden‘ als Kollektiv ein ‚Tätervolk‘ seien, so zählt er doch zuvor genau dafür ‚Beweise‘ auf. Durch die Gegenüberstellung von Nationalsozialismus und Bolschewismus bzw. von Deutschen und Juden als ‚Tätervolk‘ wird der Holocaust verharmlost, die ‚Schuld‘ des nationalsozialistischen Deutschland relativiert und schließlich antisemitische Argumentationen der übelsten Sorte aufgewärmt und neu serviert. Juden sind wahlweise die Drahtzieher von Bolschewismus, Kommunismus, Sozialismus, Kapitalismus, je nachdem, wie es der Sprecher eben braucht.“
Erst dieser Artikel machte die Medien und die breite Öffentlichkeit auf die Rede aufmerksam. Hohmann geriet sofort bundesweit unter heftige Kritik sowohl von Seiten der Medien als auch von Politikern anderer Parteien und schließlich auch der CDU. Der antisemitische Tenor der Rede rief in der Folge eine breite öffentliche Debatte hervor.

### Gegenstimmen
Die Kritik an Hohmann richtet sich darauf, dass seine Argumentation schon deshalb falsch und tendenziell antisemitisch sei, weil ihre Prämissen nicht stimmten. Die zentralen Argumente gegen Hohmanns Ansichten lauteten wie folgt:
1. In der Debatte um die deutsche Verantwortung für den Holocaust spiele der Begriff „Tätervolk“ überhaupt keine Rolle. Hohmann suche damit vom Kern der Debatte abzulenken.
2. Die Gleichsetzung zwischen dem Beitrag einzelner Juden zum Bolschewismus und dem Beitrag einer Mehrheit der Deutschen zum Nationalsozialismus sei völlig unverhältnismäßig, verzerre die historischen Tatsachen und stelle an sich ein bekanntes antisemitisches Klischee dar. Weder Lenin noch Stalin waren Juden, und Stalin hatte bereits vor Beginn der großen Terrorwelle der 1930er Jahre Parteifunktionäre jüdischer Herkunft wie Trotzki aus allen Führungspositionen verdrängt.
3. Die gleichwertige Absolution sowohl der Juden als auch der Deutschen vom Vorwurf der „Täterschaft“ laufe im Kern auf eine Relativierung und Verharmlosung der nationalsozialistischen Verbrechen hinaus, was eine übliche Vorgehensweise von Antisemiten sei. Hohmanns Argumentation decke sich mit den umstrittenen Thesen von Ernst Nolte, die von der großen Mehrheit der deutschen Geschichtswissenschaftler Mitte der 1980er Jahre im Historikerstreit zurückgewiesen worden seien.

#### Zentralrat der Juden in Deutschland
Der damalige Präsident des Zentralrats der Juden in Deutschland Paul Spiegel kritisierte die Rede Martin Hohmanns in der ARD: 
„Die Äußerungen von Herrn Hohmann sind ein Griff in die unterste Schublade des widerlichen Antisemitismus.“
Der Abgeordnete habe
„die zarten Pflanzen der Aussöhnung zwischen Juden und Nichtjuden brutal zertreten“.
In diesem Sinne äußerte sich auch Salomon Korn, Vizepräsident des Zentralrates der Juden in Deutschland, am 9. November 2004 in einer Rede zum Gedenken an die Novemberpogrome 1938:
„Dass Hohmanns Rede antisemitisch ist, steht außer Frage: Wer ein Standardwerk der antisemitischen Literatur wie Henry Fords 1920 erschienenes Buch ‚The International Jew‘ ausdrücklich zur Grundlage seiner Überlegungen macht und daraus zustimmend zitiert, argumentiert antisemitisch. Wer die angebliche Verbrechensbeteiligung von ‚Juden‘ derjenigen von ‚Deutschen‘ gegenüberstellt und dem in Kollektivhaftung genommenen ‚jüdischen Volk‘ in seiner Gesamtheit ein kommunistisches Staatsverbrechen anzulasten versucht, mit dem Argument, viele Juden seien an ihm beteiligt gewesen, argumentiert antisemitisch.“
Einige Monate zuvor hatte Korn bereits zum Beschluss der Generalstaatsanwaltschaft Frankfurt am Main Stellung genommen, gegen Martin Hohmann kein Strafverfahren wegen Volksverhetzung einzuleiten (s. u.):
„Die Tatsache, dass Hohmann seine antisemitische mit antidemokratischem und völkischem Gedankengut gepaarte Rede in Konjunktive verpackt hat, um sie damit unterhalb der strafrechtlichen Sanktionierungsmöglichkeiten zu halten, macht sie um so abgefeimter. (…) Mit Sicherheit lässt sich aber sagen, dass man Hohmann mit einiger Berechtigung als Antisemiten, allemal als Konjunktiv-Antisemiten, bezeichnen könnte.“

#### Historiker
Der Historiker Ulrich Herbert von der Albert-Ludwigs-Universität Freiburg kam nach der Analyse von Hohmanns Rede zu folgendem Urteil:

„Was er macht, ist eine Entlastungsargumentation. Die Deutschen müssten sich von der Vergangenheit endlich befreien. Sie müssten diese Schmach des Begriffes Tätervolk ablegen. Und das tut er dadurch, dass er sagt, er würde ja auch andere nicht als Tätervolk bezeichnen, obwohl sie es ja genauso verdient hätten wie die Deutschen. Er geht dann auf die Juden ein durch eine historisch falsche und mitunter abstruse Gleichsetzung von Judentum und Bolschewismus und greift dadurch das zentrale Gedankengut des nationalsozialistischen Antisemitismus auf, der genau mit dieser Verbindung – Judentum und Bolschewismus – den Holocaust begründet und legitimiert hat.“

Im gleichen Sinne argumentierte Wolfgang Benz, der Leiter des Zentrums für Antisemitismusforschung in Berlin. Angesichts von Hohmanns Behauptung, man könnte wegen der Beteiligung einzelner Juden an Erschießungskommandos der Tscheka die Juden insgesamt „mit einiger Berechtigung als Tätervolk bezeichnen“, verwies Benz auf die gleichlautende Argumentation der nationalsozialistischen Propaganda:

„Das ist Goebbels pur, das kann man nicht anders sagen. Mit dem Stereotyp des jüdischen Bolschewismus haben die Nationalsozialisten Propaganda gemacht. Mit denselben Vorwürfen, die in der Rede von Herrn Hohmann als Tatsachenbericht vorkommen.“

Der Historiker Jörg Baberowski von der Berliner Humboldt-Universität warf Hohmann vor, die Gründe unterschlagen zu haben, warum relativ viele Juden auf Seiten der Revolution gegen das zaristische Regime gestanden hatten: weil sie in Russland eine diskriminierte und verfolgte Minderheit waren, die seit Anfang der 1880er Jahre immer wieder staatlich geduldeten oder sogar propagierten Pogromen ausgesetzt waren. Baberowski machte aber auch deutlich, dass nur verschwindend wenige russische Juden sich zu den Bolschewiki bekannt und dass diese sich ausdrücklich weder ethnisch noch religiös als Juden bezeichnet hätten.
Aus diesem Grund warf auch Benz Hohmann vor, sich die nazistische Definition von Juden als Volk statt als Religionsgemeinschaft zu eigen gemacht und sie in seiner Argumentation mit den nationalsozialistischen Tätern auf eine Stufe gestellt zu haben.
Für Benz hatte Hohmann eine „lupenreine Probe“ gegeben, wie Antisemitismus funktioniere. Erstmals in der Geschichte der Bundesrepublik habe ein Politiker einer demokratischen Partei „eine geschlossene judenfeindliche Argumentation“ mit entsprechender Vorbereitung und Gesinnung vorgetragen.
Der Politikwissenschaftler Wolfgang Gessenharter machte zusätzlich darauf aufmerksam, dass Hohmann mit seiner Forderung, dass Deutsche in Deutschland bevorzugt behandelt werden müssten, den Gleichheitsartikel 3 des Grundgesetzes infrage gestellt habe.

#### Atheisten
Die zentrale Schlussfolgerung von Hohmanns Rede lautete, dass „Gottlosigkeit“ das eigentliche Übel darstelle und die Gottlosen die „Vollstrecker des Bösen“ seien. Für Wolfgang Benz weist diese Argumentation Hohmann als Verfechter eines christlichen Fundamentalismus aus.
Demgegenüber verwahrten sich Atheisten wie Hans Schauer gegen Hohmanns generellen Vorwurf, die „Gottlosen“ aller Art seien das „Tätervolk“, das für die Katastrophen des 20. Jahrhunderts verantwortlich sei. Hohmanns Aussage „Nur religiöse Wurzeln und Bindungen werden ähnliche Katastrophen verhindern, wie sie uns Gottlose bereitet haben“ wurde angesichts der kirchlichen Kriminalgeschichte und der Ablehnung des Atheismus durch die Nationalsozialisten als grobe Beleidigung empfunden. Verschiedene freigeistige und atheistische Organisationen erstatteten deshalb Strafanzeige gegen Hohmann.

### Reaktionen in der CDU
Auch Kritiker aus seiner eigenen Partei wie Jürgen Rüttgers und Heiner Geißler warfen Hohmann vor, er habe sich antisemitischer Vorurteile bedient und diese damit verstärkt. Sie forderten daher seinen Ausschluss aus Fraktion und Partei.
Hohmann wies den Zuspruch von antisemitischer Seite, den er nach seiner Rede erhielt, zwar zurück und bedauerte den entstandenen Eindruck:
„Es war nicht meine Absicht, die Einzigartigkeit des Holocaust zu bestreiten und es war auch nicht meine Absicht Juden als Tätervolk zu bezeichnen. Wenn gleichwohl ein anderer Eindruck entstanden ist, dann entschuldige ich mich dafür ganz ausdrücklich und bedauere es, wenn ich dadurch Gefühle von Menschen verletzt habe.“
Er weigerte sich jedoch, die missverständlichen Passagen seiner Rede eindeutig zurückzunehmen. In der ZDF-Sendung Frontal21 sagte er:
„Eine Entschuldigung wäre, glaube ich, ein Signal, dass die Tatsachen nicht stimmen, die ich angeführt habe. Die Tatsachen sind aber richtig. Auch in der Geschichte des jüdischen Volkes gibt es dunkle Flecken. Ein solcher Fleck war die Beteiligung von vielen Juden an der bolschewistischen Revolution 1917; dadurch sind viele Menschen zu Tode gekommen. Das will ich aber nicht als Vorwurf sagen – das sage ich nur als Feststellung.“
Diese Haltung Hohmanns führte schließlich zu seinem Ausschluss aus der CDU-Bundestagsfraktion und aus der Partei.
Im November 2016 bekräftigte Hohmann bei seiner Bewerbungsrede um einen aussichtsreichen Platz auf der hessischen AfD-Liste zur Bundestagswahl 2017, es habe eine „Medienkampagne“ gegeben, die „ganz übel und perfide“ gewesen sei und die „Rede verfälscht“ habe.

### Fraktionsausschluss
Die CDU-Bundesvorsitzende Angela Merkel maßregelte Hohmann am 3. November 2003, hielt jedoch weitergehende Konsequenzen zunächst nicht für nötig, sofern Hohmann sich nicht erneut im Sinne seiner kritisierten Rede äußere. Wegen der fortgesetzten öffentlichen Diskussion beantragte sie eine Woche später schließlich doch seinen Ausschluss aus der CDU/CSU-Bundestagsfraktion und kündigte auch an, seinen Ausschluss aus der CDU zu betreiben.
Die Parteispitze der CDU wollte in Bezug auf Hohmann zunächst keine weiteren Konsequenzen ziehen, übernahm aber am 10. November 2003 die Position Merkels. Am 14. November 2003 beschloss die CDU/CSU-Bundestagsfraktion, Hohmann auszuschließen. Mit 78 % stimmten zwar mehr Abgeordnete für den Antrag als die erforderlichen zwei Drittel, jedoch weniger als erwartet. Es war der zweite Fraktionsausschluss eines Unions-Abgeordneten in der Geschichte des Deutschen Bundestages nach Schmidt-Wittmack.

### Parteiausschluss
Die hessische CDU leitete am 21. November 2003 ein parteiliches Untersuchungsverfahren gegen Hohmann ein, das am 16. Juli 2004 mit seinem Parteiausschluss durch das Landesparteigericht der CDU Hessen endete.
Hohmann, so die Begründung des Gerichts, habe „schuldhaft und erheblich gegen die Grundsätze und die Ordnung der Partei verstoßen“. Er habe in einer Rede „Judentum und Bolschewismus argumentativ verknüpft“ und damit ein „anstößiges Klischee verwendet“, das schon von den Nazis zur Rechtfertigung des Holocaust verwendet worden sei. Zudem habe sich Hohmann „nicht eindeutig“ von der Rede distanziert und seiner Partei somit „schweren Schaden“ zugefügt.
Gegen die Entscheidung des Landesparteigerichts legte Hohmann Beschwerde beim Bundesparteigericht ein. Diese wurde mit Beschluss vom 4. November 2004 zurückgewiesen. Allerdings sprach sich der stellvertretende Vorsitzende des Gerichts Friedrich-Wilhelm Siebeke in einem Sondervotum gegen den Ausschluss Hohmanns aus der CDU aus.
Martin Hohmann bemühte danach die Zivilgerichtsbarkeit, um seinen Ausschluss aus der CDU anzufechten. Seine Klage wies das Landgericht Berlin am 11. November 2005 ab, das Kammergericht wies Hohmanns Berufung gegen das Urteil des Landgerichts zurück und ließ die Revision nicht zu. Der Bundesgerichtshof wies am 10. Dezember 2007 Hohmanns Beschwerde gegen die Nichtzulassung der Revision zurück. Hohmann hatte angekündigt, seinen Fall wenn nötig bis vor das Bundesverfassungsgericht zu bringen.

## Unterstützung für Hohmann
Nach dem Bekanntwerden seiner Rede erntete Hohmann nicht nur Kritik, sondern fand auch Zustimmung, besonders in den Internetforen seiner Partei und verschiedener Medien.
Mehrere prominente Unions-Politiker nahmen Hohmann in Schutz, darunter der CSU-Bundestagsabgeordnete Norbert Geis, der ehemalige Berliner Innensenator Heinrich Lummer und der CDU-Fraktionschef im sächsischen Landtag, Fritz Hähle. Ungeachtet der Kritik von Seiten zahlreicher Fachhistoriker sprach die CDU-Bundestagsabgeordnete Vera Lengsfeld in Interviews mit der Wochenzeitung Junge Freiheit und dem Nachrichtenmagazin Focus von einer „Medienkampagne“ gegen Hohmann. Anfang 2005 plante der Kreisverband Nordwestmecklenburg der Jungen Union, bei einer Veranstaltung Hohmann einzuladen, musste jedoch auf parteiinternen Druck hin darauf verzichten. Der JU-Kreisvorsitzende musste daraufhin zurücktreten.
Der Historiker Ernst Nolte interpretierte die Rede Hohmanns im geschichtlichen Kontext und kam zu dem Schluss, dass sie einem Begreifenwollen und einer Überwindung kollektivistischer Schuldzuschreibungen zwar nicht dienlich gewesen sei, dass jedoch der von Hohmann geäußerten Kritik von politischer Seite nicht respektvoll genug begegnet worden sei, sofern die kritische Absicht überhaupt zur Kenntnis genommen worden sei. Hohmanns Kritik sei zulässig und um der freiheitlichen Demokratie willen verdienstvoll: „Einer solchen Kritik sollte mit Respekt begegnet werden, wenn sie auf Argumenten und der (vielleicht irrtümlichen) Feststellung von Tatsachen beruht. Dieser Respekt ist Martin Hohmann nicht erwiesen worden. Aber seine Tapferkeit inmitten einer fessellosen Kampagne und seine Weigerung, über das Recht auf Meinungsfreiheit hinaus auf seine Gewissensfreiheit zu verzichten, verdienen Anerkennung, ja Bewunderung.“
Der frühere ZDF-Journalist Fritz Schenk, ebenfalls CDU-Mitglied, rief die „Initiative Kritische Solidarität mit Martin Hohmann“ ins Leben. Zudem initiierte er eine Anzeigenkampagne in der FAZ und anderen deutschen Tageszeitungen, in der ein Verbleib Hohmanns in Partei und Fraktion gefordert wurde. Zu den Unterzeichnern des Appells gehörten u. a. Heinrich Lummer und der Münchner Groß-Verleger Herbert Fleissner (CSU). Nicht alle Unterzeichner verteidigten Hohmanns Rede, sahen aber sein verfassungsmäßiges Recht auf freie Meinungsäußerung verletzt. Laut Alfred Schobert vom Duisburger Institut für Sprach- und Sozialforschung e. V. lassen sich die Erstunterzeichner des Aufrufs drei Organisationen zuordnen: Mehr als die Hälfte von ihnen wiesen mehr oder minder enge Bindungen zur rechtskonservativen Wochenzeitung Junge Freiheit auf. Einige Unterzeichner entstammten dem Christlich-Konservativen Deutschland-Forum (CKDF), zu dessen hessischem Landesforum, dem Arbeitskreis Konservativer Christen (AKC) um Herbert Gassen, Hohmann enge Beziehungen unterhielt. Viele der Erstunterzeichner engagierten sich bei „Stimme der Mehrheit“, einer 1997 gegründeten Untergliederung des Landesverbandes Nordrhein-Westfalen des Bundes der Selbständigen. Am 23. Juli 2005 gab Fritz Schenk seinen Ausstieg aus der Initiative bekannt und begründete dies mit der unabhängigen Kandidatur Hohmanns.
Massive Rückendeckung erhielt Hohmann aus allen Kreisen der „Neuen Rechten“, von der Jungen Freiheit bis zum Studienzentrum Weikersheim.
Vereinzelt erhielt Hohmann Unterstützung von jüdischer Seite. So nahm der sich als „antizionistischer Jude“ bezeichnende Moishe Friedman Hohmann in Schutz und forderte den Bundestag auf, ihn zu rehabilitieren. Auch Norman Finkelstein, Autor des umstrittenen Buches Die Holocaust-Industrie, fand nichts an Hohmanns Rede auszusetzen.

## Hohmann und Günzel
Eine Fortsetzung erfuhr die Affäre Anfang November 2003, als Hohmann dem ZDF-Magazin Frontal21 einen Brief von Brigadegeneral Reinhard Günzel präsentierte. Der Kommandeur des Kommandos Spezialkräfte (KSK) zollte Hohmann darin auf Bundeswehr-Briefpapier Beifall für seine Rede.
Bundesverteidigungsminister Peter Struck versetzte den General daraufhin am 4. November 2003 in den vorzeitigen Ruhestand, da er gegen das für die Bundeswehr geltende politische Neutralitätsgebot verstoßen habe. Hohmann entschuldigte sich später bei Günzel damit, der Reporter habe ihm versprochen, er wolle den Brief nicht namentlich in der Sendung präsentieren und positiv über Hohmann berichten.

## Keine strafrechtlichen Ermittlungen gegen Hohmann
Die Staatsanwaltschaft beim Landgericht Fulda lehnte es am 5. Februar 2004 ab, ein strafrechtliches Ermittlungsverfahren gegen Hohmann wegen Volksverhetzung und Beleidigung einzuleiten. Seine Rede habe ihrer Auffassung nach keine Volksverhetzung im Sinne von § 130 Abs. 1 Nr. 1 und 2 StGB dargestellt, da weder das Tatbestandsmerkmal des „Aufstachelns zum Hass“ noch das des „Angriffs auf die Menschenwürde anderer“ gegeben sei.
Diese Entscheidung wurde am 14. Mai 2004 trotz Beschwerden – u. a. seitens des Zentralrats der Juden in Deutschland – durch die Generalstaatsanwaltschaft Frankfurt am Main bestätigt.

## Zivilrechtliche Folgen
Gegen das Magazin Stern des Verlags Gruner + Jahr erwirkte Hohmann 2004 eine einstweilige Verfügung. Nach dem Beschluss des Oberlandesgerichts Frankfurt am Main darf die Zeitschrift nicht weiter behaupten, Hohmann habe die Juden als Tätervolk bezeichnet. Als stern.de diese Behauptung 2023 wiederholte, erwirkte Hohmann eine Gegendarstellung.
Der WDR, Spiegel Online, die Frankfurter Rundschau, Bild.T-Online.de, die Schweriner Volkszeitung und Berlin Online haben sich gegenüber Hohmann rechtsverbindlich verpflichtet, die Behauptung zu unterlassen, er habe die Juden als Tätervolk bezeichnet.
2016 scheiterte Martin Hohmann mit einer Klage vor dem Amtsgericht Dresden, wo er gegen das Kulturbüro Sachsen auf Erstattung der Kosten einer Abmahnung klagte. Die dortige Richterin vertrat die Ansicht, dass man ihn aufgrund der „gängigen Interpretation“ seiner Rede von den „Juden als Tätervolk“ als antisemitisch bezeichnen dürfe.